# GSPdf
GSPdf je open source prohlížeč PostScriptu a PDF pro GNUstep a Windows, založený na Ghostscriptu. Je dostupný v němčině a angličtině a umožňuje kromě prohlížení také vytváření a editaci PDF. Program má jednoduché grafické rozhraní.